# جغد کوچک
جغد کوچک (نام علمی: Athene noctua) گونه‌ای جغد از سرده جغد سنگی است. این پرنده در نواحی گرم اروپا، آسیا، کره و آفریقای شمالی زندگی می‌کند. با این که در بریتانیا یافت می‌شود اما جانور بومی آن نیست و برای اولین بار در سال ۱۸۴۲ به بریتانیا آورده شد. همچنین برای جزیره‌جنوبی در نیوزیلند در اوایل سده بیستم جغد کوچک به محیط زیستش اضافه شد.

## نگارخانه

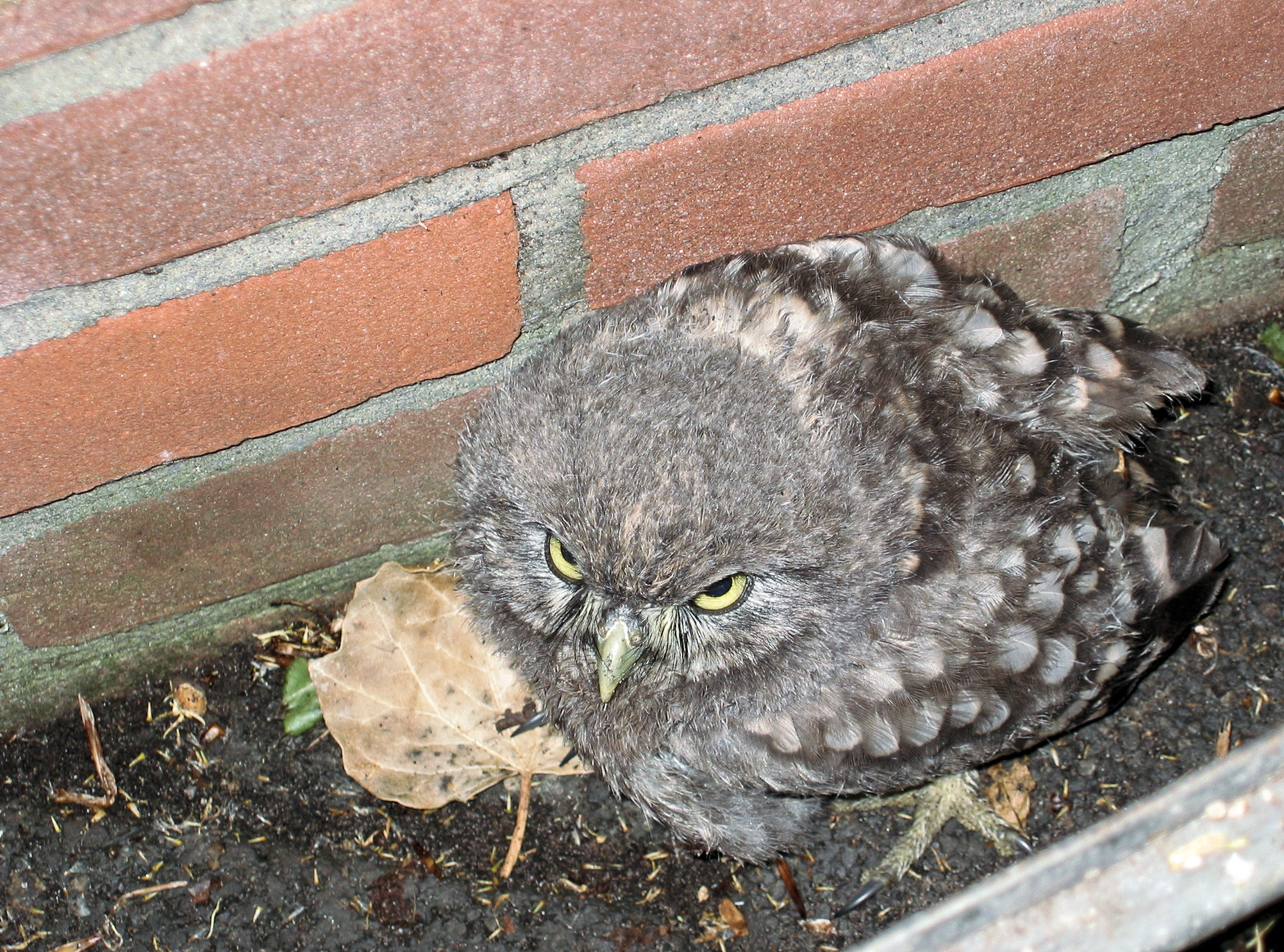
<!--Young Little Owl Athene noctua
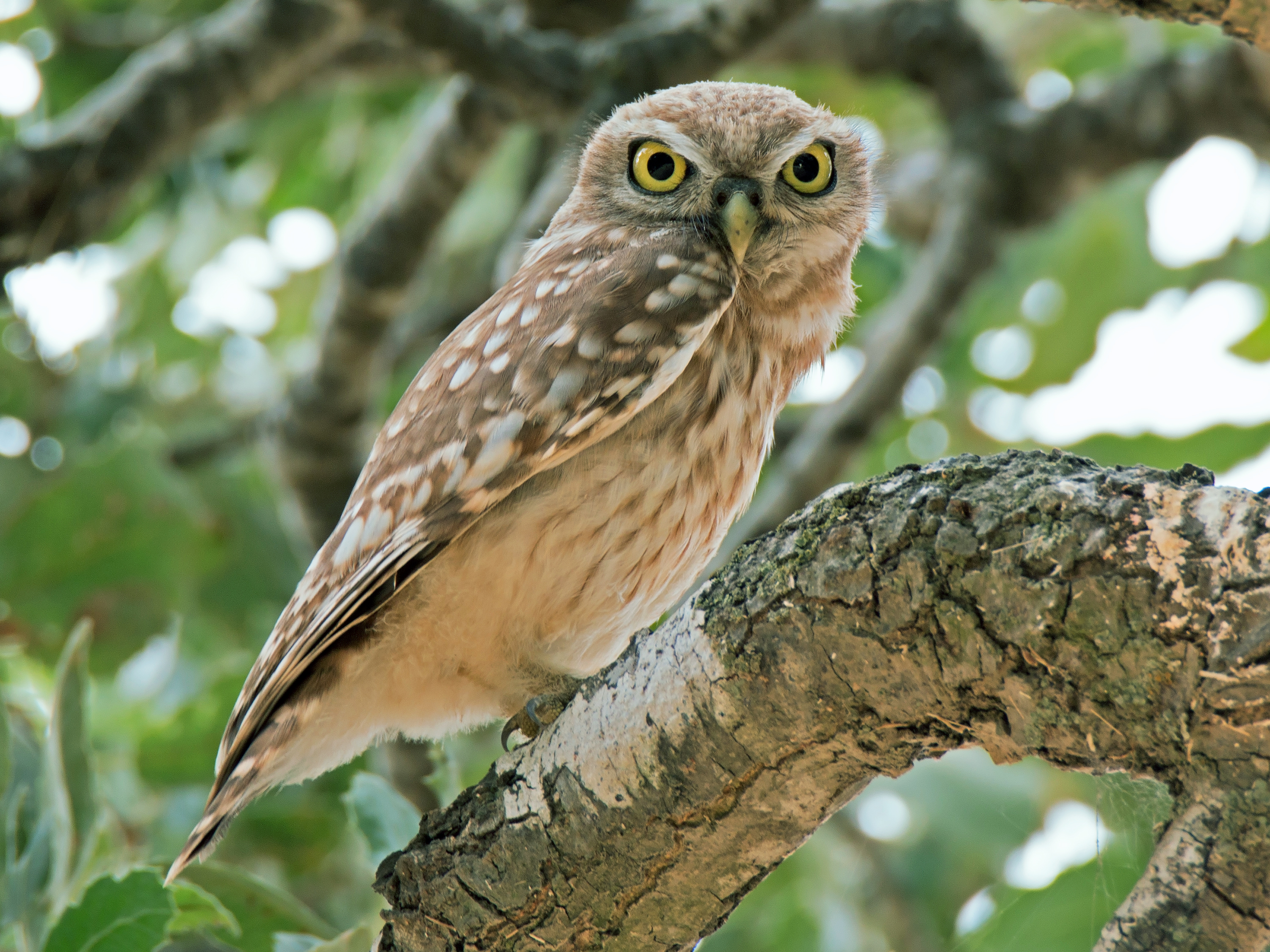
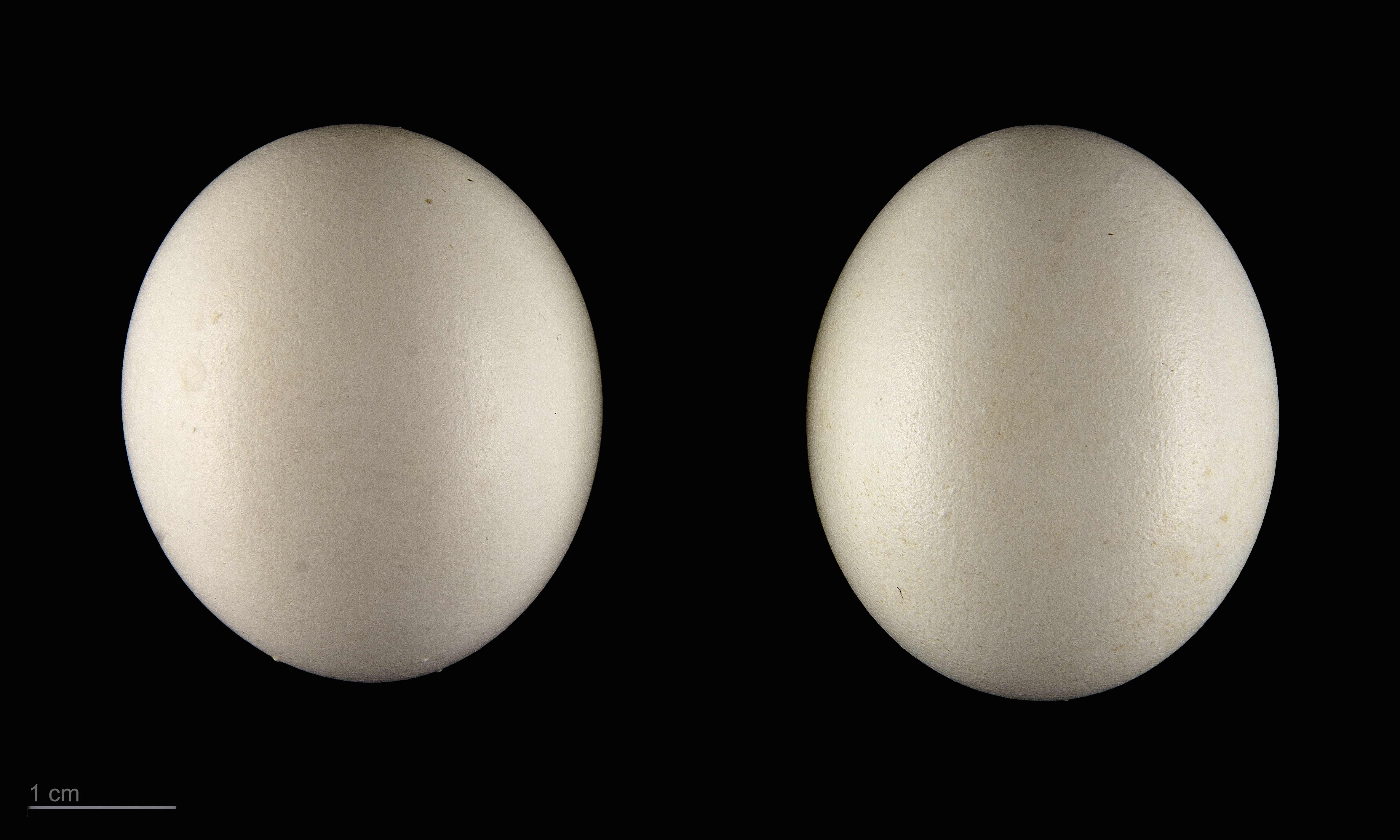
Athene noctua vidalii